# Gracie Otto

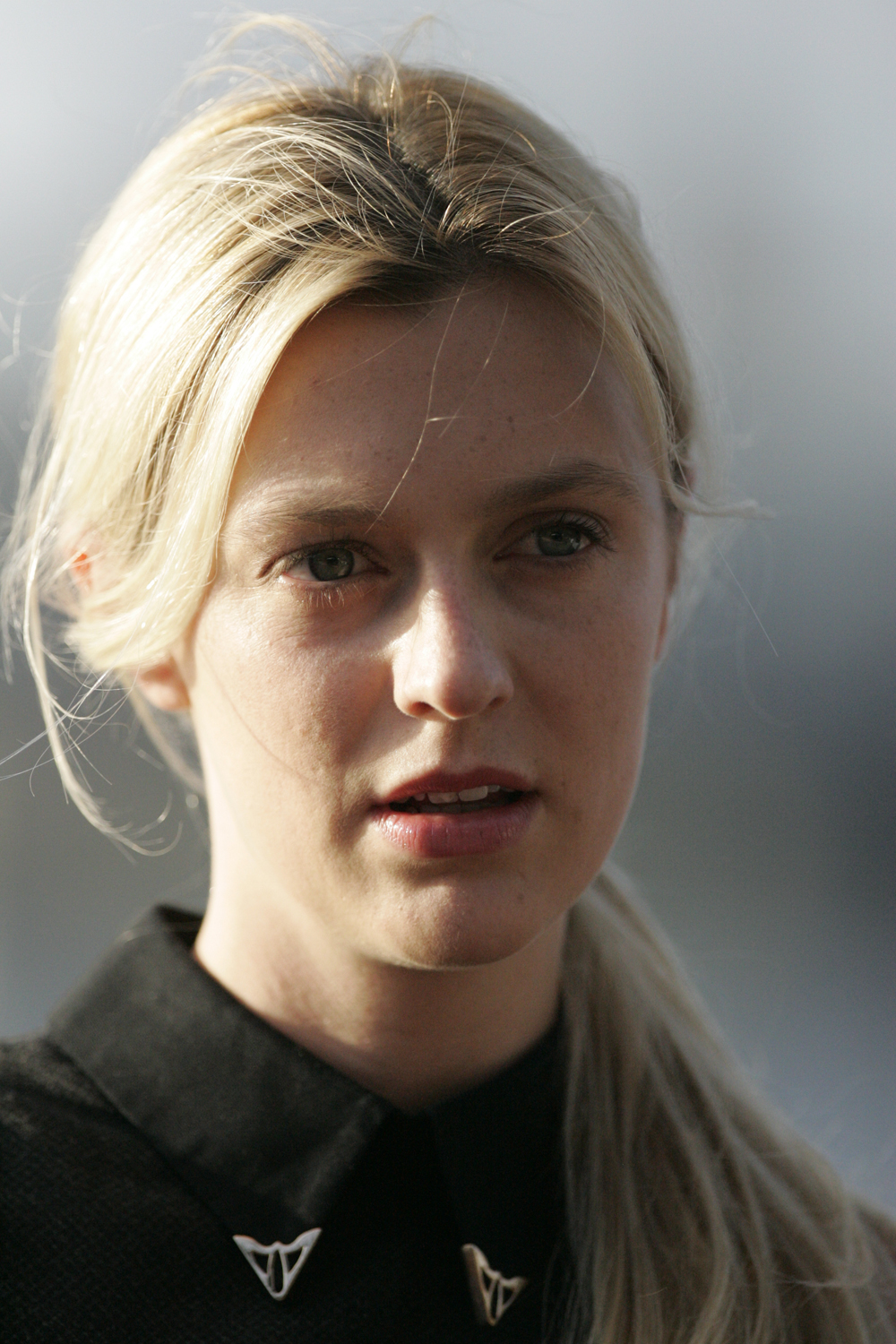
Gracie Otto (2013)

Gracie Otto (* 23. Mai 1987 in Sydney, New South Wales) ist eine australische Schauspielerin, Produzentin und Regisseurin.

## Leben
Gracie Otto wurde in Sydney als Tochter des Schauspielers Barry Otto und seiner Frau Lindsay geboren. Ihre knapp zwanzig Jahre ältere Schwester ist die international bekannte Schauspielerin Miranda Otto. In den Jahren 2003 bis 2004 besuchte sie einen Filmproduktionskurs an der Highschool. Anschließend absolvierte sie 2005 und 2006 die Sydney Film School, die sie mit Diplom abschloss. Gracie Otto führte Regie in den vier Kurzfilmen Kill Blondes, Broken Beat, Tango Trois und La Même Nuit, die alle bei australischen und internationalen Festivals von der Kritik mit Beifall bedacht wurden. Ihr Debüt als Schauspielerin in einer Hauptrolle gab sie 2008 in dem mit Preisen ausgezeichneten Film Three Blind Mice. Zurzeit arbeitet Gracie Otto mit Produzentin Lisa Shaughnessy an dem Film Rue de Tournon, ihrem ersten großen Filmprojekt als Regisseurin und Drehbuchautorin.
Gracie Otto betätigt sich im privaten Leben mit Sport. So repräsentierte sie Australien und New South Wales in Hallenfußball bei Turnieren in Neuseeland, Griechenland und Kanada. In Softball vertrat Gracie Otto 2004 ihren Heimatstaat New South Wales bei den Australian Championships. Ihr Mitwirken im von Lesben dominierten Frauenfußballclub „Sydney City“ brachte ihr den Ruf ein, eine Lesbe zu sein. Otto dementierte entsprechende Berichte. Gracie Otto war mit dem australischen Schauspielkollegen und Regisseur Matthew Newton liiert.

## Filmografie (Auswahl)

### Schauspielerin
- 2005: Eve (Kurzfilm)
- 2006: The New Life (Kurzfilm)
- 2007: Good Luck with That
- 2008: Little Three Mice
- 2010: Sea Patrol (Fernsehserie, eine Folge)

### Regisseurin
- 2004: Kill Blondes
- 2005: Broken Beat (Kurzfilm)
- 2006: Tango trois (Kurzfilm)
- 2007: La même nuit (Kurzfilm)
- 2023: The Artful Dodger

### Drehbuchautorin
- 2006: Tango trois (Kurzfilm)
- 2007: La même nuit (Kurzfilm)